# Iszkaszentgyörgy, Fejér
Iszkaszentgyörgy  este un sat în districtul Székesfehérvár, județul Fejér, Ungaria, având o populație de 1.959 de locuitori (2011). 

## Demografie
Componența etnică a satului Iszkaszentgyörgy
     Maghiari (98,03%)
     Necunoscut (0,75%)
     Alții (1,22%)
Componența confesională a satului Iszkaszentgyörgy
     Romano-catolici (32,62%)
     Fără religie (17,71%)
     Reformați (15,11%)
     Atei (1,23%)
     Necunoscută (32,26%)
     Alte religii (2,19%)
Conform recensământului din 2011, satul Iszkaszentgyörgy avea 1.959 de locuitori. Din punct de vedere etnic, majoritatea locuitorilor (98,03%) erau maghiari. Apartenența etnică nu este cunoscută în cazul a 0,75% din locuitori. Nu există o religie majoritară, locuitorii fiind romano-catolici (32,62%), persoane fără religie (17,71%), reformați (15,11%) și atei (1,23%). Pentru 32,26% din locuitori nu este cunoscută apartenența confesională.